# Artolsheim
 Artolsheim (en alsacià Àrtelse) és un municipi francès, situat a la regió del Gran Est, al departament del Baix Rin. L'any 1999 tenia 848 habitants.
Forma part del cantó de Sélestat, del districte de Sélestat-Erstein i de la Comunitat de comunes del Ried de Marckolsheim.

## Demografia
| 1962 | 1968 | 1975 | 1982 | 1990 | 1999 |
| ---- | ---- | ---- | ---- | ---- | ---- |
| 694  | 705  | 630  | 649  | 643  | 728  |

## Administració
| Període | Identitat       | Partit |
| ------- | --------------- | ------ |
| 2001-   | Bernard Schultz |        |

## Personatges il·lustres
- Thomas Seltz, diputat autonomista.

## Agermanaments
- Carsac e Alhac